# García Loaysa

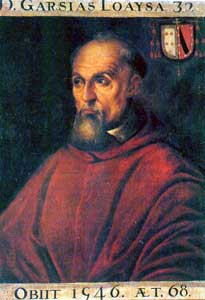
Don Garsias Loaysa als Kardinal (Gemälde 16. Jh.)

Juan García de Loaysa y Mendoza OP (* 1478 in Talavera de la Reina bei Toledo; † 22. April 1546 in Madrid) war ein spanischer Ordensgeistlicher und Politiker aus dem Dominikanerorden. Er wurde Generalmagister seines Ordens, Bischof, Erzbischof und Kardinal der katholischen Kirche und leitete den Indienrat in Sevilla und die Spanische Inquisition.

## Leben
Als Sohn adeliger Eltern, Pedro de Loaysa und Catalina de Mendoza, trat García im November 1496 in das Dominikanerkloster San Esteban in Salamanca ein. Nach einer gesundheitlichen Schwächephase studierte er im Konvent von Santo Tomás in Ávila und ging dann nach Valladolid an das Colegio de San Gregorio. Dort wurde er Lektor und später Rektor. 1518 wurde er in Rom zum Ordensgeneral der Dominikaner gewählt, nachdem er ab 1516 bereits das Amt des spanischen Provinzoberen ausgeübt hatte. 1522 wurde er Beichtvater von Kaiser Karl V. Im Juni 1524 erhielt er das Amt des Bischofs von Osma. Am 4. August 1524 wurde er zum Präsidenten des Indienrates ernannt und 1526 in den Staatsrat berufen. 1530 wurde ihm in Rom die Kardinalswürde mit der Titularkirche Santa Susanna verliehen. 1532 wurde er Bischof von Sigüenza und schließlich 1539 Erzbischof von Sevilla. Gleichzeitig wurde ihm in Abwesenheit König Karls die Regentschaft über das spanische Kolonialreich in der Neuen Welt übertragen. 1546 wurde er zum Großinquisitor für Spanien ernannt.
Im gleichen Jahr starb er 68-jährig in Madrid. Sein Leichnam wurde in seine Heimatstadt Talavera de la Reina überführt, wo er in der Kirche Santo Domingo y San Ginés des durch ihn errichteten Dominikanerklosters beigesetzt wurde. Sein aus Alabaster gefertigtes Grabmal ist dort noch heute zu besichtigen.

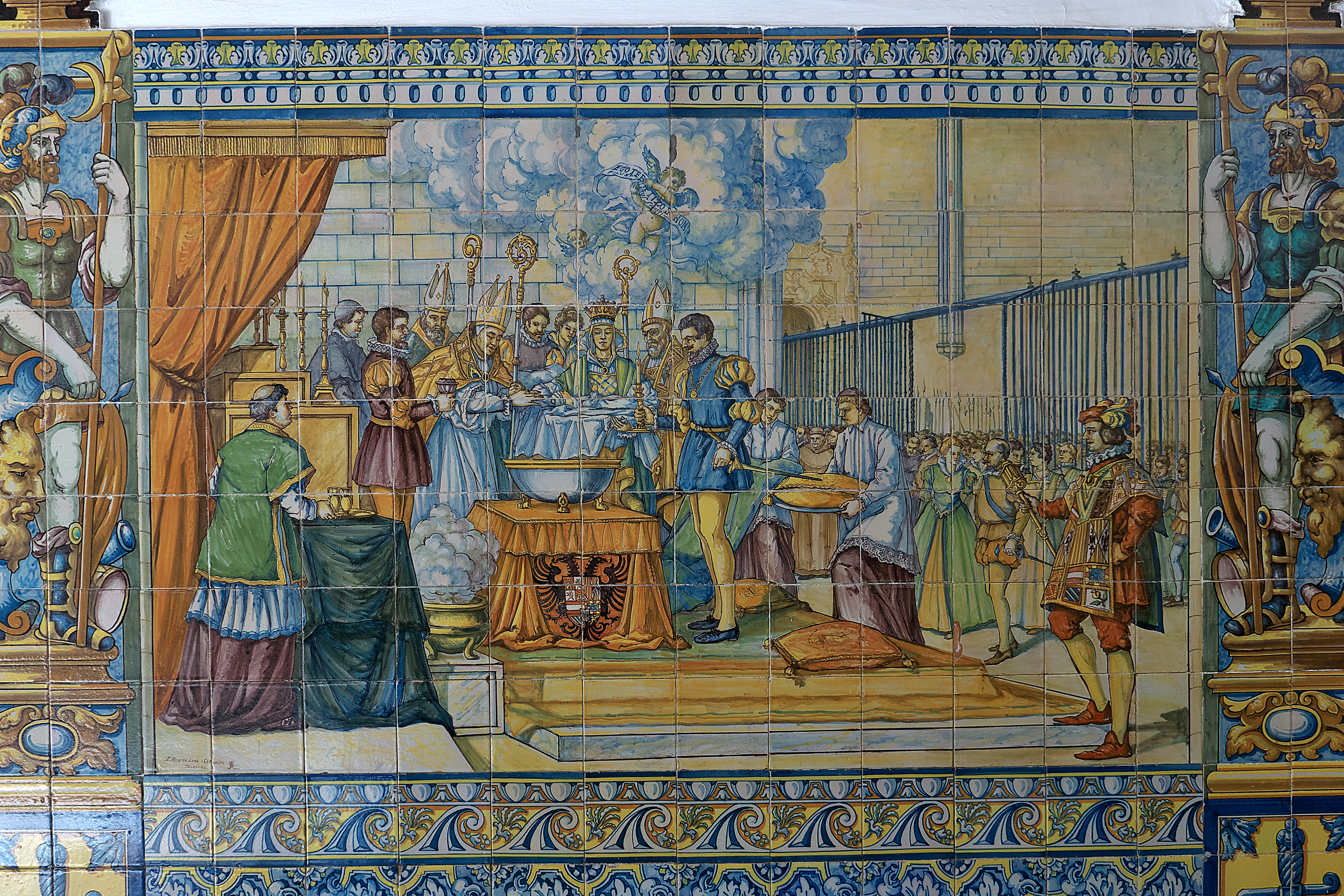
Bischof García Loaysa (re. von Königin Leonor) bei der Taufe von Philipp II. von Spanien (1527) (Keramik von Juan Ruiz de Luna, 1939)

## Einzelbelege
1. ↑  CONVENTO DE SANTO DOMINGO | La mejor tierra de Castilla. Abgerufen am 15. September 2020 (spanisch).

| Vorgänger      | Amt                                     | Nachfolger          |
| -------------- | --------------------------------------- | ------------------- |
| Thomas Cajetan | Ordensgeneral der Dominikaner 1518–1524 | Francesco Silvestri |

| Personendaten    | Personendaten                                                              |
| ---------------- | -------------------------------------------------------------------------- |
| NAME             | Loaysa, García                                                             |
| ALTERNATIVNAMEN  | Loaysa, Don Garsias; Loaysa y Mendoza, Juan García de (vollständiger Name) |
| KURZBESCHREIBUNG | spanischer Dominikanermönch und Politiker                                  |
| GEBURTSDATUM     | 1478                                                                       |
| GEBURTSORT       | Talavera de la Reina                                                       |
| STERBEDATUM      | 22. April 1546                                                             |
| STERBEORT        | Madrid                                                                     |